# 皮奥伊州弗洛里斯
皮奥伊州弗洛里斯（葡萄牙語：Flores do Piauí）是巴西皮奥伊州的一个市镇。总面积972.209平方公里，总人口4475人，人口密度4.6人/平方公里。